# Hulváky

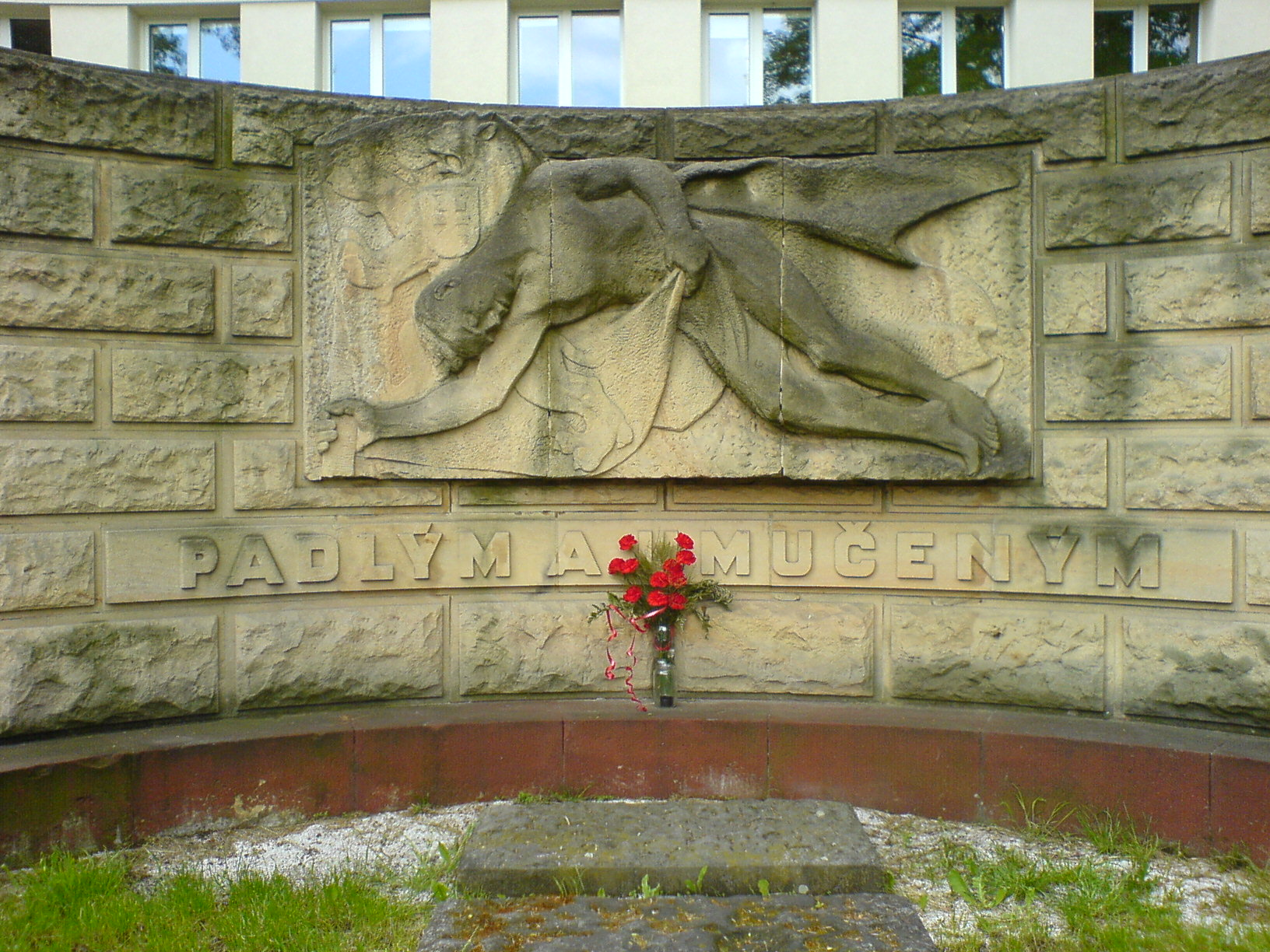
Památník u hulvácké základní školy

Hulváky (německy Hulwaken) jsou část ostravského městského obvodu Mariánské Hory a Hulváky. Část je územně identická s katastrálním územím Zábřeh-Hulváky, které v minulosti tvořilo severní část katastrálního území Zábřeh nad Odrou. Geograficky se také nachází v nížině Ostravská pánev na Moravě a v Moravskoslezském kraji.

## Název
Název osady je zřejmě hlásková úprava německého Hohlweg - "úvoz(ová cesta)". Uvažovalo se i o odvození od příjmení Hulvák, pak by šlo o osadu obývanou Hulváky, rodinou Hulváků.

## Historie

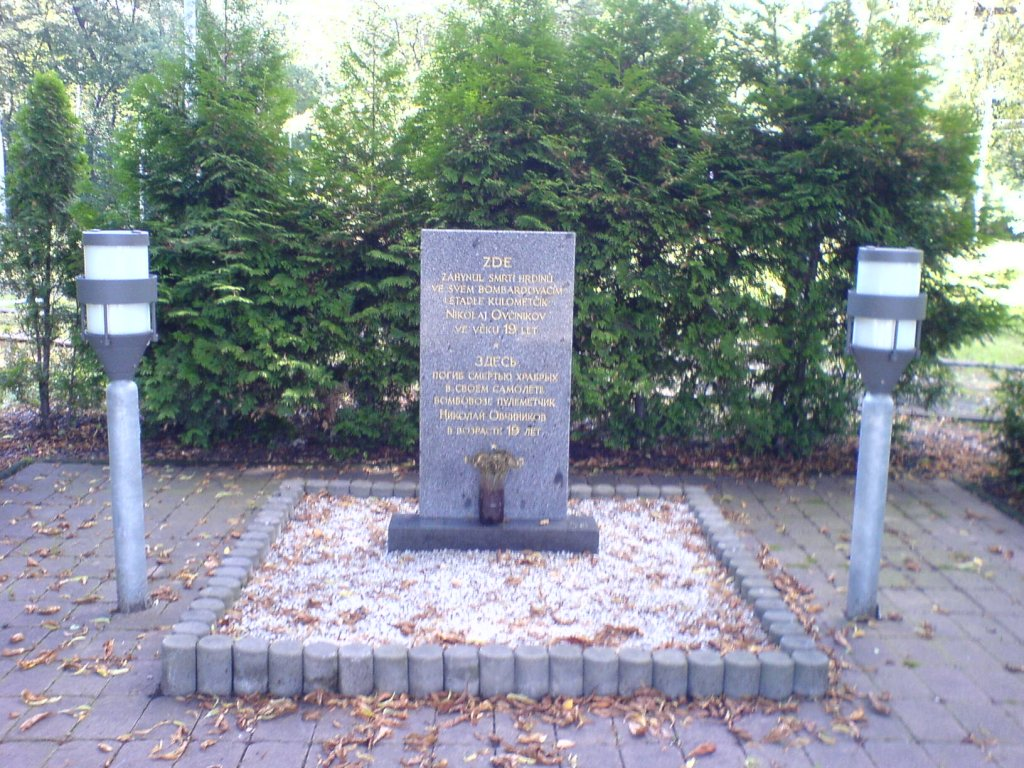
Památník na Hulváckém kopci - Hrob Nikolaje Ovčinikova

První zmínka o této lokalitě je z roku 1547, kdy olomoucký biskup Jan XVI. Dubravius nechal v těchto místech vybudovat rybník. Ten se nacházel poblíž důležité silnice Krakov – Opava – Moravská Ostrava – Těšín. Osada, která zde od roku 1889 vznikala, nejprve nesla název Prokopec, podle prvního osadníka Františka Prokopa. Dějiny Hulvák úzce souvisely s okolními obcemi: Novou Vsí, Vítkovicemi, Čertovou Lhotkou a zejména se Zábřehem nad Odrou, jehož místní část tvořily od roku 1850.
Vítkovické železárny začaly v roce 1889 pro své dělníky budovat jedno- a dvouposchoďové domy. Tato dělnická kolonie čítala v roce 1911 dvacet domů. Tou dobou žilo v Hulvákách 3 659 obyvatel.
V roce 1896 byla zřízena dvoutřídní obecná škola, v roce 1903 pak škola měšťanská. Vítkovické železárny vybudovaly v roce 1912 soukromou německou školu, kterou však navštěvovaly také české děti. V roce 1926 se začalo vyučovat na nové měšťanské škole na Matrosovově ulici. V šedesátých letech ji navštěvovala spousta později výborných fotbalových hráčů, jako byl např. Bernady, Benefi či Vojáček. Roku 1982 sem byla přestěhována střední zahradnická škola ze Zábřehu.
Česká knihovna byla otevřena v roce 1919. V tomtéž roce vznikl fotbalový klub Slovan Hulváky, který až do roku 1932, kdy získal vlastní hřiště, musel hrát na různých místech Ostravy. Fotbalisté byli velmi úspěšní, do začátku 2. světové války vyhráli čtyřikrát slezskou župu.
V letech 1924–1926 zde bydlel pozdější prezident Klement Gottwald, který v Ostravě pracoval jako komunistický redaktor Dělnického deníku a Pravdy chudoby.
Ve 20. letech 20. století vznikl na území Nové Vsi areál, kterému se začalo říkat Ostravské Benátky. Venkovní restauraci u jezírek navštěvovali hlavně mladí lidé z okolí. Restaurace je již snesena a místo pustne.

## Hulvácký kopec

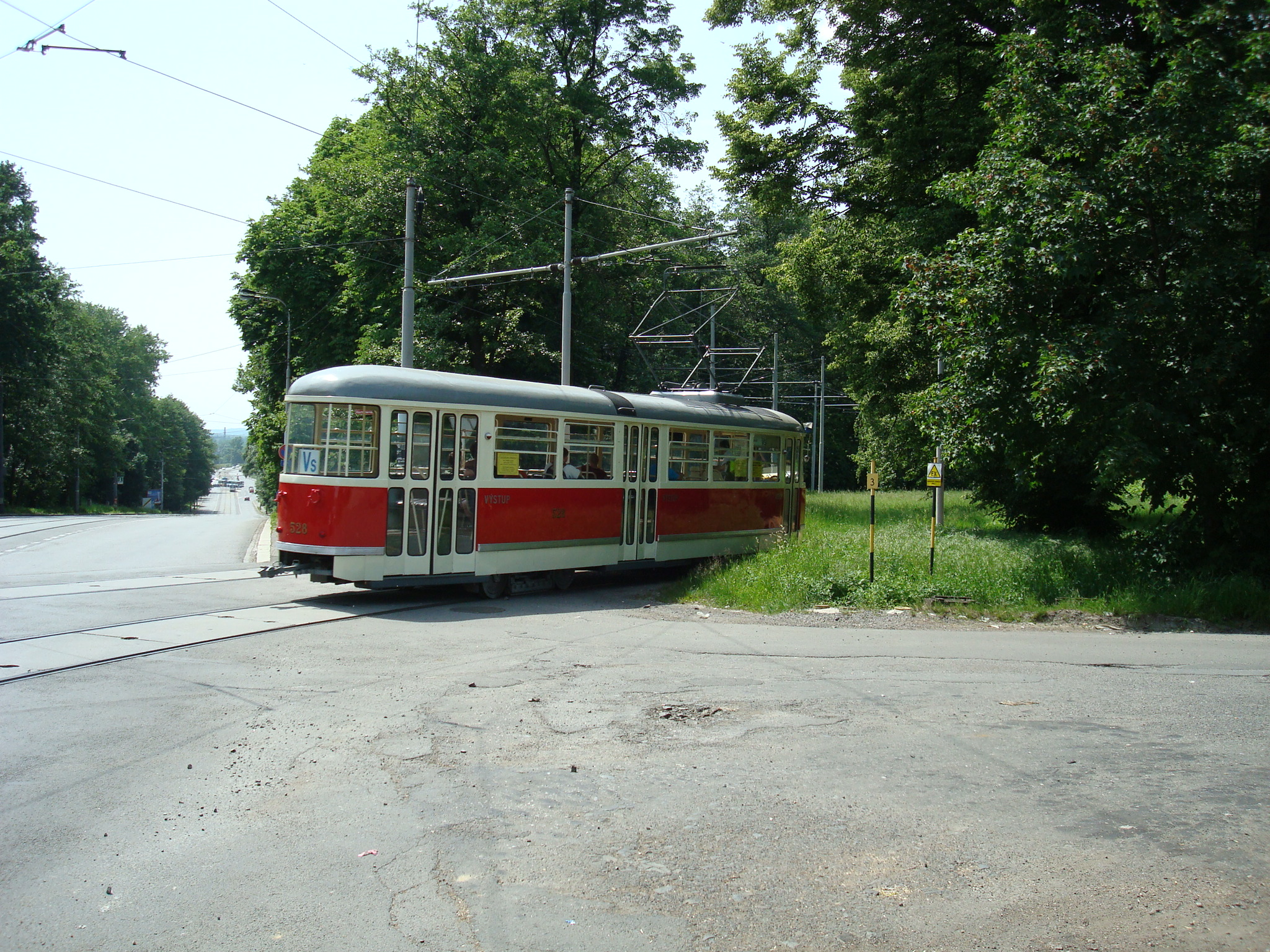
Tramvajová smyčka na kopci poblíž přestupního terminálu Hulváky

Hulvácký kopec je vyvýšenina v katastru Zábřeh-Hulváky se sklonem 80 ‰ od novoveské křižovatky. Na jeho severovýchodních svazích se rozkládá lesopark Hulvácký les. Tvoří významný orientační bod v okolí. Jsou na něm umístěny zastávky ODIS (zastávka Dopravního podniku Ostrava Hulváky a zastávka Connex Morava Ostrava, Hulváky). Hulvácký kopec je také zmíněn v písni Ostrava černá od Jaromíra Nohavici. Dle plánů Josefa Kotase zde měl po druhé světové válce vyrůst obří heliport.

### Hulvácké koupaliště
V roce 1928 byla dle projektu architekta Jaromíra Moučky zahájena stavba letního koupaliště v expresivním funkcionalistickém stylu. Jednalo se o jedno z prvních umělých koupališť v Československu s kapacitou téměř 3800 osob. Mezi významné novinky patřila např. filtrace vody nebo skokanské můstky. V létě 1930 bylo slavnostně otevřeno. Náklady na jeho vybudování dosáhly skoro tří miliónů korun. Vybaveno bylo kuželkami, saunou, vanovými lázněmi, občerstvením, nechyběly ani kadeřnické a kosmetické služby. V 90. letech 20. století koupaliště přestalo být využíváno a postupně zchátralo. V roce 2009 rozhodlo ostravské zastupitelstvo o jeho odkoupení a srovnání se zemí. Na jeho místě by měly vyrůst nové byty nebo domov důchodců. Z důvodu celosvětové finanční krize však zatím magistrát vyčkává, až se ceny nemovitostí opět stabilizují. Do té doby nehodlá s pozemkem nic podnikat.

### Hulvácký les

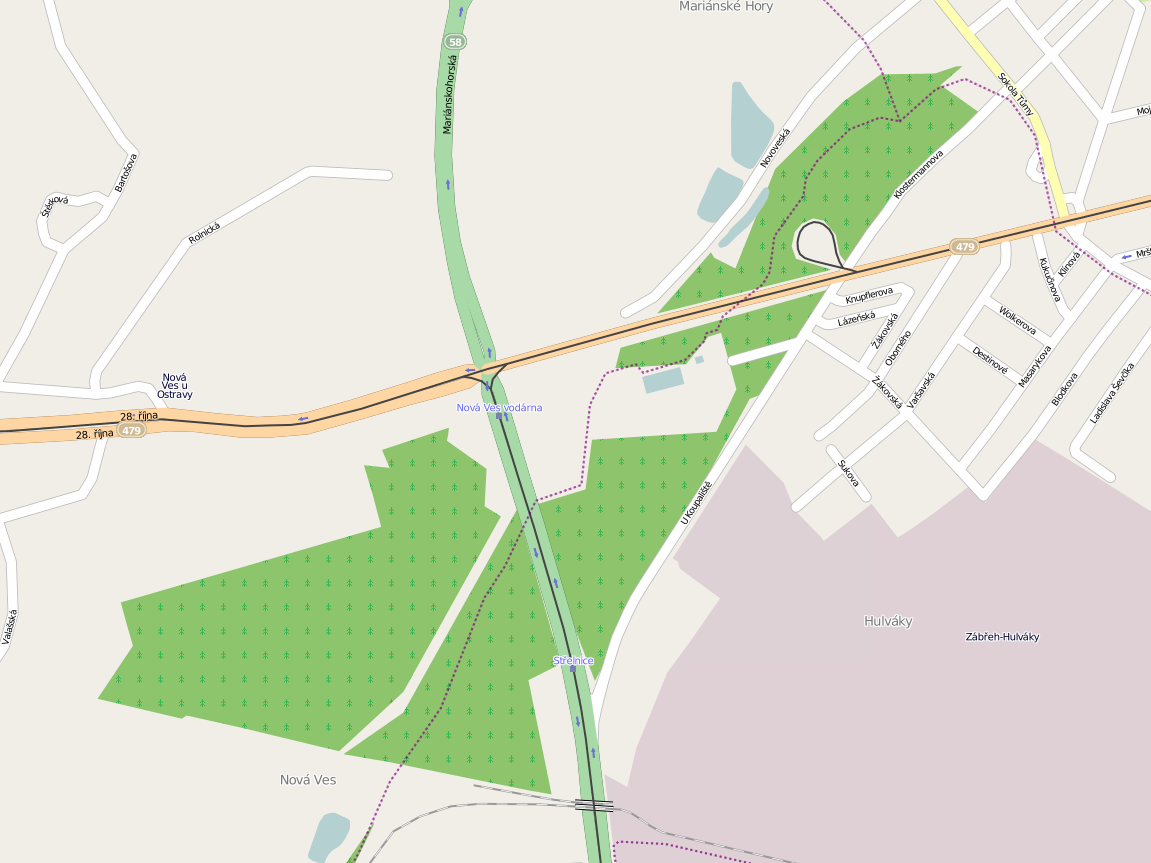
Hulvácký les na mapě

Hulvácký les se nachází na svazích Hulváckého kopce a rozkládá se na katastrech Mariánské Hory a Nová Ves. Smíšený les s převahou listnatých stromů byl přirozenou součástí městského opevnění Moravské Ostravy a významně přispíval k hospodaření města. V 18. a 19. století došlo ke značnému úbytku lesa v souvislosti s výstavbou Vítkovických železáren a dalších staveb. Zajímavosti:
- hrob Nikolaje Ovčinikova
- Památný dub v Zábřehu
- Vodárna
- Střelnice

### Komunitní centrum Ostrava
Na úpatí kopce, u trolejbusové smyčky (zastávka Hulváky), se nachází komunitní centrum na místě bývalé továrny Pyro Moravia. Centrum tvoří dvě části – denní stacionář a bydlení s podporou. Obytná část je složena ze tří apartmánových domů, v každém z nich je šest buněk s jedním lůžkem a jedna buňka se dvěma lůžky pro odlehčovací službu. Domy jsou napojeny na prostory stacionáře s rehabilitačními provozy, tělocvičnou a chráněnými dílnami pro třicet osob. U centra jsou rovněž vybudována parkovací místa pro klienty a jejich příbuzné. Zastávky trolejbusů a chodníky u centra jsou bezbarierové. Komunitní centrum nese jméno Duhový dům.

## Osada Bedřiška
Osada Bedřiška je nouzová obytná kolonie v Hulvákách. Je obydlena převážně Romy, které sem městský obvod cíleně sestěhoval.